# The Root of All Evil
The Root of All Evil — студійний альбом-збірник шведського мелодійного дез-метал гурту Arch Enemy. В цьому альбомі були перезаписані пісні з перших трьох альбомів — Black Earth (треки 6,8,10,11), Stigmata (треки 2,4,13) і Burning Bridges (треки 3,5,7,9,12). Альбом записувався впродовж весни-літа 2009. Реліз альбому відбувся 28 вересня того ж року під лейблом Century Media Records.

## Список пісень
| The Root of All Evil | The Root of All Evil           | The Root of All Evil  | The Root of All Evil | The Root of All Evil |
| #                    | Назва                          | Автор слів            | Автор музики         | Тривалість           |
| -------------------- | ------------------------------ | --------------------- | -------------------- | -------------------- |
| 1.                   | «The Root of All Evil» (intro) | інструментальний трек | М. Емотт             | 1:06                 |
| 2.                   | «Beast of Man»                 | М. Емотт              | М. Емотт/К. Емотт    | 3:45                 |
| 3.                   | «The Immortal»                 | Й. Лійва/М. Емотт     | М. Емотт/К. Емотт    | 3:47                 |
| 4.                   | «Diva Satanica»                | М. Емотт              | М. Емотт/К. Емотт    | 3:48                 |
| 5.                   | «Demonic Science»              | М. Емотт              | М. Емотт/К. Емотт    | 5:24                 |
| 6.                   | «Bury Me an Angel»             | М. Емотт              | М. Емотт             | 4:25                 |
| 7.                   | «Dead Inside»                  | М. Емотт              | М. Емотт/К. Емотт    | 4:24                 |
| 8.                   | «Dark Insanity»                | Й. Лійва              | М. Емотт/Й. Лійва    | 3:25                 |
| 9.                   | «Pilgrim»                      | М. Емотт              | М. Емотт/К. Емотт    | 4:50                 |
| 10.                  | «Demoniality»                  | інструментальний трек | М. Емотт             | 1:40                 |
| 11.                  | «Transmigration Macabre»       | М. Емотт              | М. Емотт             | 3:33                 |
| 12.                  | «Silverwing»                   | М. Емотт              | М. Емотт/К. Емотт    | 4:22                 |
| 13.                  | «Bridge of Destiny»            | М. Емотт              | М. Емотт/К. Емотт    | 7:53                 |

| Обмежене видання з бонус-треками | Обмежене видання з бонус-треками | Обмежене видання з бонус-треками | Обмежене видання з бонус-треками | Обмежене видання з бонус-треками |
| #                                | Назва                            | Автор слів                       | Автор музики                     | Тривалість                       |
| -------------------------------- | -------------------------------- | -------------------------------- | -------------------------------- | -------------------------------- |
| 14.                              | «Bury Me an Angel» (live)        | М. Емотт                         | М. Емотт                         | 4:22                             |
| 15.                              | «The Immortal» (live)            | Й. Лійва/М. Емотт                | М. Емотт/К. Емотт                | 4:34                             |
| 16.                              | «Bridge of Destiny» (live)       | М. Емотт                         | М. Емотт/К. Емотт                | 7:36                             |

| Японське видання | Японське видання                         | Японське видання                    | Японське видання |
| #                | Назва                                    | Автор                               | Тривалість       |
| ---------------- | ---------------------------------------- | ----------------------------------- | ---------------- |
| 17.              | «Wings of Tomorrow» (ковер гурту Europe) | Джої Темпест                        | 3:14             |
| 18.              | «Walk in the Shadows» (Queensrÿche)      | Джеф Тейт/Кріс ДеГармо/Майкл Вілтон | 3:07             |

Японське видання містило додаткові 2 композиції (усього — 18 треків).